# 卡尼斯托他 (南达科他州)
卡尼斯托他（英語：Canistota），是美国南达科他州下属的一座城市。根据2010年美国人口普查，该市有人口651人。论人口在本州排行第97。